# Regierung Scullin
Die Regierung Scullin regierte Australien vom 22. Oktober 1929 bis zum 6. Januar 1932. Alle Minister gehörten der Labor Party an.
Die Vorgängerregierung war eine Koalitionsregierung der Nationalist Party und der Country Party unter Premierminister Stanley Bruce und Schatzkanzler Earle Page.  Am 25. September errang die oppositionelle Labor Party, die von Regierungsabgeordneten, darunter dem ehemaligen Premierminister Billy Hughes, unterstützt wurde, bei der Abstimmung über ein Arbeitsgesetz, den Maritime Industrial Bill, eine Mehrheit. Daraufhin fanden am 29. Oktober 1929 Wahlen zum Repräsentantenhaus statt, bei denen die Labor Party mit 47 von 76 Sitzen eine klare Mehrheit errang, die Nationalist Party verlor 15 Sitze und die Country Party büßte 3 Sitze ein. Der Labor-Vorsitzende James Scullin wurde Premierminister der neuen Regierung. Zwei Tage nach Amtsantritt war der Black Thursday, der Börsencrash in New York, einer der Auslöser der Weltwirtschaftskrise. Australien befand sich schon seit 1927 in einer ökonomischen Krise und war im Ausland stark verschuldet. Es kam zu heftigen Auseinandersetzungen innerhalb der Labor Party um die Wirtschaftspolitik. Am rechten Flügel spalteten sich Abgeordnete um Joseph Lyons ab, der linke Flügel, geführt von Jack Lang dem Premierminister von New South Wales, ging in Opposition gegen Scullin und brachte ihm eine Abstimmungsniederlage im Parlament bei. Daraufhin rief Scullin am 19. Dezember 1931 Neuwahlen aus. Die Labor Party erlitt eine deutliche Niederlage und kam nur noch auf 15 Sitze. Die neue Minderheitsregierung stellte die United Australia Party, eine Vereinigung der Nationalist Party mit den ausgetretenen Abgeordneten des rechten Laborflügels, unter Premierminister Joseph Lyons, die über 34 der 76 Parlamentsmandate verfügte.

## Ministerliste
| Amt | Minister        | Amtszeit                           | Bild |
| --- | --------------- | ---------------------------------- | ---- |
| Premierminister, Außen- und Industrieminister                                                                                      | James Scullin   | 22. Oktober 1929 – 6. Januar 1932  |      |
| Schatzminister | Ted Theodore    | 22. Oktober 1929 – 9. Juli 1930    |      |
| Schatzminister | James Scullin   | 9. Juli 1930 – 29. Januar 1931     |      |
| Schatzminister | Ted Theodore    | 29. Januar 1931– 6. Januar 1932    |      |
| Vizepräsident des Executive Council                                                                                                | John Daly       | 22. Oktober 1929 – 3. März 1931    |      |
| Vizepräsident des Executive Council                                                                                                | John Barnes     | 3. März 1931– 6. Januar 1932       |      |
| Generalstaatsanwalt | Frank Brennan   | 22. Oktober 1929 – 6. Januar 1932  |      |
| Generalpostmeister | Joseph Lyons    | 22. Oktober 1929 – 4. Februar 1931 |      |
| Generalpostmeister | Albert Green    | 4. Februar 1931– 6. Januar 1932    |      |
| Minister für Arbeit und Eisenbahn                                                                                                  | Joseph Lyons    | 22. Oktober 1929 – 4. Februar 1931 |      |
| Minister für Arbeit und Eisenbahn                                                                                                  | Albert Green    | 4. Februar 1931– 6. Januar 1932    |      |
| Minister für Handel und Zölle | James Fenton    | 22. Oktober 1929 – 4. Februar 1931 |      |
| Minister für Handel und Zölle | Frank Forde     | 4. Februar 1931 – 6. Januar 1932   |      |
| Innenminister | Arthur Blakeley | 22. Oktober 1929 – 6. Januar 1932  |      |
| Gesundheitsminister | Frank Anstey    | 22. Oktober 1929 – 3. März 1931    |      |
| Gesundheitsminister | John McNeill    | 3. März 1931 – 6. Januar 1932      |      |
| Minister für Repatriierung | Frank Anstey    | 22. Oktober 1929 – 3. März 1931    |      |
| Minister für Repatriierung | John McNeill    | 3. März 1931 – 6. Januar 1932      |      |
| Verteidigungsminister | Albert Green    | 22. Oktober 1929 – 4. Februar 1931 |      |
| Verteidigungsminister | John Daly       | 4. Februar 1931 – 3. März 1931     |      |
| Verteidigungsminister | Ben Chifley     | 3. März 1931 – 6. Januar 1932      |      |
| Minister für Märkte und Verkehr | Parker Moloney  | 22. Oktober 1929 – 21. April 1930  |      |
| Minister für Märkte | Parker Moloney  | 21. April 1930 – 6. Januar 1932    |      |
| Minister für Verkehr | Parker Moloney  | 21. April 1930 – 6. Januar 1932    |      |
| |                 |                                    |      |
| Assistant Minister für Industrie                                                                                                   | Jack Beasley    | 22. Oktober 1929 – 3. März 1931    |      |
| Assistant Minister für Indudtrie, Rat für wissenschaftliche und industrielle Forschung und Assistant Minister im Schatzministerium | Jack Holloway   | 3. März 1931 – 12. Juni 1931       |      |
| Assistant Minister für Handel und Eisenbahn                                                                                        | John Barnes     | 22. Oktober 1929 – 3. März 1931    |      |
| Assistant Minister für Handel und Eisenbahn                                                                                        | John Dooley     | 3. März 1931 – 6. Januar 1932      |      |
| Assistant Minister für Zölle | Frank Forde     | 22. Oktober 1929 – 4. Februar 1931 |      |
| Assistant Minister für Verkehr und War Services Homes                                                                              | Charles Culley  | 3. März 1931 – 24. Juni 1931       |      |
| Assistant Minister für Verkehr | John Daly       | 26. Juni 1931 – 6. Januar 1932     |      |
| Assistant Minister für Verkehr | Lou Cunningham  | 26. Juni 1931 – 6. Januar 1932     |      |